# Самовольєвка
Самово́льєвка (рос. Самовольевка, ерз. Самовольевка) — село у складі Ковилкінського району Мордовії, Росія. Входить до складу Мордовсько-Вечкенінського сільського поселення.
Населення — 8 осіб (2010; 7 у 2002).
Національний склад станом на 2002 рік:
- росіяни — 86 %